# Onthophagus aspernatus
Onthophagus aspernatus är en skalbaggsart som beskrevs av D'orbigny 1907. Onthophagus aspernatus ingår i släktet Onthophagus och familjen bladhorningar. Inga underarter finns listade i Catalogue of Life.